# Don Perlin
Pour les articles homonymes, voir Perlin (homonymie).
Donald David Perlin, dit Don Perlin, est un dessinateur américain de comics né le 27 août 1929 à New York (État de New York) et mort le 14 mai 2024. 
Il travaille pour de nombreux éditeurs dont DC Comics, Marvel Comics et Valiant où il est aussi éditeur.

## Biographie
Don Perlin naît en 1929 à New York (État de New York). À quatorze ans, il suit les cours de dessin de Burne Hogarth. En 1948, il produit ses premières planches pour la maison d'édition Fox Features mais il travaille rapidement pour de nombreux éditeurs (Timely, Hilman, Harvey, etc.). Il est par la suite appelé sous les drapeaux et lorsqu'il revient de ces deux années, il ne parvient pas à trouver du travail chez les éditeurs. Pendant cinq ans, il réalise des dessins techniques puis pendant huit ans, il travaille au design de boîtes et de cartons. Parallèlement, il dessine quelques histoires pour DC Comics. Cela lui permet d'être remarqué par Roy Thomas, éditeur chez Marvel Comics qui lui propose de dessiner le comic book Werewolf by Night. Il s'occupe de cette série de 1973 à 1976 avant d'être le dessinateur de Ghost Rider qu'il gardera aussi pendant trois ans. En 1980, il lui est aussi confié la série Les Défenseurs. Lorsque cette série est arrêtée, on lui confie en 1986 l'adaptation en bande dessinée du dessin animé Transformers. Après avoir passé deux ans sur cette série, il est promu directeur artistique par Jim Shooter, alors éditeur en chef de Marvel. Quand Jim Shooter quitte Marvel et fonde Valiant Comics, Don Perlin le suit et s'occupe dans cette entreprise naissante de tâches diverses ; il dessine, édite, crée des personnages et des séries, etc. Après le rachat de Valiant par la société de jeux vidéo Acclaim, Don Perlin crée les personnages qui s'opposent à Turok dans le jeu vidéo Turok The Dinosaur Hunter, inspiré par un comics de Valiant. Depuis Don Perlin a pris une semi-retraite, dessinant des œuvres de commande, des illustrations, etc,. Il meurt le 14 mai 2024.

## Prix
- 1998 : Prix du comic book de la National Cartoonists Society